# Stopdisasters
Stopdisasters è un videogioco gratuito on-line ideato dal segretariato dell'UN/ISDR - International Strategy for Disaster Reduction (organismo dell'ONU che riunisce numerose istituzioni e organizzazioni con l'obiettivo di ridurre le vittime e i danni causati dalle catastrofi naturali) - delle Nazioni Unite per insegnare ai bambini come costruire villaggi e città più sicuri contro il rischio di disastri naturali. I bambini possono ora imparare come reagire ai disastri (incendi, allagamenti, tsunami, uragani e terremoti), ed attenuarne l'impatto attraverso questo videogame.
Si tratta di un ottimo esempio di edutainment, finalizzato a diffondere conoscenze preventive ed una consapevole educazione ambientale e di protezione civile attraverso lo strumento del gioco.

## Scopo del gioco
Lo scopo del gioco è quello di progettare e costruire un ambiente sicuro per le popolazioni di determinate regioni della Terra minacciate da disastri ambientali. Il giocatore ha a disposizione una cifra standard (50000 $) che deve saper gestire con attenzione per costruire ciò  che serve per prevenire le catastrofi in una determinata località.

## I punteggi
I punteggi sono guadagnati costruendo abitazioni, difese e rinforzi; il gioco è piuttosto impegnativo perché vengono sottratti punti in base al numero di persone che sono morte, e di abitazioni e difese distrutte. Si ottiene un bonus per gli edifici rimasti intatti e le persone ancora vive. 
I punteggi sono divisi tra i primi 10, 20, 50 e 100. 
Poiché il nome del giocatore venga salvato, bisogna inserire un nome ed una email.

## Informazioni
Il gioco è in inglese.  
Vi sono tre livelli di difficoltà: facile (easy), medio (medium) e difficile (hard), ma cambiando i livelli di difficoltà cambia anche il denaro disponibile: facile 50'000, medio 40'000 e difficile 
45'000. È prevista la possibilità di invitare un amico a battere il proprio punteggio in uno scenario diverso.
Se seguirete questi consigli sarà più facile guadagnare punti:
1. quando dovete costruire un edificio, lasciate il puntatore su un "quadrato" di terra e uscirà una barra, guardate a destra ci sarà un cartello giallo con dei numeri che vanno da 0 a 100%, così sapete quanto è il rischio di distruzione (tranne per i terremoti).
2. rinforzate gli edifici per resistere alle catastrofi naturali